# جون أتكينسون (لاعب دوري الرغبي)
جون أتكينسون (بالإنجليزية: John Atkinson)‏ هو لاعب دوري الرغبي بريطاني، ولد في 3 أكتوبر 1946 في ليدز في المملكة المتحدة، وتوفي في 23 ديسمبر 2017.